# Paoran
Paoran is een bestuurslaag in het regentschap Bangkalan van de provincie Oost-Java, Indonesië. Paoran telt 1148 inwoners (volkstelling 2010).